# 매혹의 여비서
《매혹의 여비서》(영어: The Temp)는 미국에서 제작된 톰 홀랜드 감독의 1993년 네오누아르 심리 스릴러 영화이다. 티머시 허턴, 라라 플린 보일 등이 출연하였고, 톰 엥글먼 등이 제작에 참여하였다.

## 출연진
- 티머시 허턴
- 라라 플린 보일
- 드와이트 슐츠
- 올리버 플랫
- 스티븐 웨버
- 페이 더너웨이
- 콜린 플린
- 스콧 코피
- 모라 티어니
- 데이킨 매슈스
- 린 셰이
- 마이클 윈터스
- 디민 E. 홀
- 제시 빈트

## 기타 제작진
- 배역: 주디스 홀스트라, 엘리자베트 뢰스티그
- 미술: 조엘 실러
- 의상: 톰 랜드